# Bracon nigridorsum
Bracon nigridorsum är en stekelart som beskrevs av William Harris Ashmead 1891. Bracon nigridorsum ingår i släktet Bracon och familjen bracksteklar. Inga underarter finns listade.